# جون بورغس (أستاذ جامعي)
جون بورغس (بالإنجليزية: John Burgess)‏ هو مؤرخ العصر الحديث ‏ وعالم سياسة أمريكي، ولد في 26 أغسطس 1844 في مقاطعة غيلز في الولايات المتحدة، وتوفي في 13 يناير 1931 في بروكلين في الولايات المتحدة.